# Joseph Bertrand
Joseph Louis François Bertrand (n. 11 martie 1822 la Paris - d. 5 aprilie 1900 la Paris) a fost un matematician francez cunoscut pentru teorema potențialelor ce determină orbite închise. A avut și contribuții în teoria numerelor. L-a influențat pe Cebîșev.
Tatăl său a fost fizicianul Alexandre Jacques François Bertrand, iar arheologul Alexandre Bertrand i-a fost frate.

## Biografie
De la tatăl său a învățat latina, iar unchiul său, Jean-Marie Duhamel, l-a inițiat în tainele geometriei.
În 1839 a intrat la Școala Politehnică audiind cursurile lui Joseph Louis Gay-Lussac, Saint Marie Gerardin, Lermemier și devine inginer.
În 1846, părăsește această carieră și se dedică matematicii.
Intră ca profesor la Școala Normală și apoi la Școala Politehnică.
În 1862, devine succesorul lui Jean-Baptiste Biot la Collège de France.
În 1856 devine membru al Academiei Franceze, iar în 1874 secretar permanent al Academiei de Științe, funcție pe care deținut-o tot restul vieții.

## Contribuții
Activitatea lui Bertrand se remarcă prin lucrările de istoria matematicii.
De asemenea, are contribuții în domeniul geometriei diferențiale, teoriei probabilităților și astrodinamicii (teorema lui Bertrand).
În 1841, s-a ocupat de problema integrabilității.
În 1842, a găsit o demonstrație mai bună pentru aplicarea metodei multiplicatorului lui Euler în problemele izoperimetrice.
A studiat convergența seriilor logaritmice (seria lui Bertrand).
În teoria numerelor, a enunțat postulatul care îi poartă numele (Postulatul lui Bertrand).

## Opere
- Traité de calcul différentiel et de calcul intégral (Paris : Gauthier-Villars, 1864-1870) (2 volumes treatise on calculus)
- Rapport sur les progrès les plus récents de l'analyse mathématique (Paris: Imprimerie Impériale, 1867) (report on recent progress in mathematical analysis)
- Traité d'arithmétique (L. Hachette, 1849) (arithmetics)
- Thermodynamique (Paris : Gauthier-Villars, 1887)
- Méthode des moindres carrés (Mallet-Bachelier, 1855) (translation of Gauss's work on least squares)
- Leçons sur la théorie mathématique de l'électricité / professées au Collège de France (Paris : Gauthier-Villars et fils, 1890)
- Calcul des probabilités  (Paris : Gauthier-Villars et fils, 1889)
- Arago et sa vie scientifique (Paris : J. Hetzel, 1865) (biography of Arago)
- Blaise Pascal (Paris : C. Lévy, 1891) (biography)
- Les fondateurs de l'astronomie moderne: Copernic, Tycho Brahé, Képler, Galilée, Newton (Paris: J. Hetzel, 1865) (biographies).

Bertrand a descris biografiile și activitatea altor 19 matematicieni.
Lucrările sale au constituit preocuparea matematicienilor români: Radu Roșca, Dimitrie Pompeiu, Tiberiu Popovici și alții.